# Andrea Jardí
Andrea Jardí nacida el 13 de marzo de 1990 en Tarragona (España), es una esquiadora de élite retirada. Fue campeona de España en dos ocasiones en la disciplina de Eslalon, en los años 2009 y 2013.  

## Biografía
Ha destacado en categorías inferiores. Sus inicios son en el CAEI (Club Aranés d'Esports d'Iuern) del Valle de Arán, donde se formó como esquiador desde los 3 años hasta entrar en el equipo nacional.
Su debut en la Copa del Mundo fue el 27 de octubre de 2007 en el Eslalon Gigante de Sölden.
En categorías inferiores ha logrado varias victorias y podios tanto en Eslalon Gigante como en Eslalon.
Ha sido 5 veces podio en los Campeonatos de España, destacando que fue Campeona de España de Eslalon en 2009. Además, ha sido Campeona de España Junior en Eslalon en 2007 (con otros 2 podios más en Eslalon Gigante y Eslalon).
También ha participado en 1 Juegos Olímpicos (en Vancouver 2010) y en 2 Mundiales (en Val d'Isère 2009 y Garmisch-Partenkirchen 2011). En categoría Junior ha disputado a su vez 2 Mundiales logrando como mejor resultado un 19.º puesto en la Super Combinada de 2010.
En la Copa del Mundo, su mejor participación fue en el Eslalon Gigante de Sölden, el 27 de octubre de 2007, no clasificándose para la 2.ª manga al quedar 68.ª en la 1.ª manga.

## Palmarés

### Juegos Olímpicos
- 1 Participación (3 pruebas)
- Mejor resultado: No finalizó en Super Gigante ni en Eslalon Gigante ni en Eslalon en Vancouver 2010

### Mundiales
- 2 Participaciones (5 pruebas)
- Mejor resultado: 17.ª en Combinada en Garmisch-Partenkirchen 2011

### Copa del Mundo
- 2 Participaciones (4 pruebas)
- Mejor clasificación General: No puntuó en ninguna
- Mejor clasificación General Especialidad: No puntuó en ninguna